# Nemognatha meropa
Nemognatha meropa är en skalbaggsart som beskrevs av Enns 1956. Nemognatha meropa ingår i släktet Nemognatha och familjen oljebaggar. Inga underarter finns listade i Catalogue of Life.